# 陳均
陳均（1174年—1244年），字平甫，號純齋、又号雲岩，興化軍莆田（今屬福建）人。
陳俊卿侄孫。宋孝宗淳熙元年（1174年）生，自幼勤奋好学，嘉定七年（1214年），入國子監為太學生。陈均病李焘之《续资治通鉴长编》篇帙太繁，欲删煩撮要為一書，以便閱讀。參知政事鄭性之資助其著述，並依据朱熹所创立的纲目体编修而成。端平二年（1235年）三月，書成薦於朝，授迪功郎，力辭不就。淳祐四年（1244年）卒，得年七十一。今存《宋九朝編年備要》。